# Porto Recanati

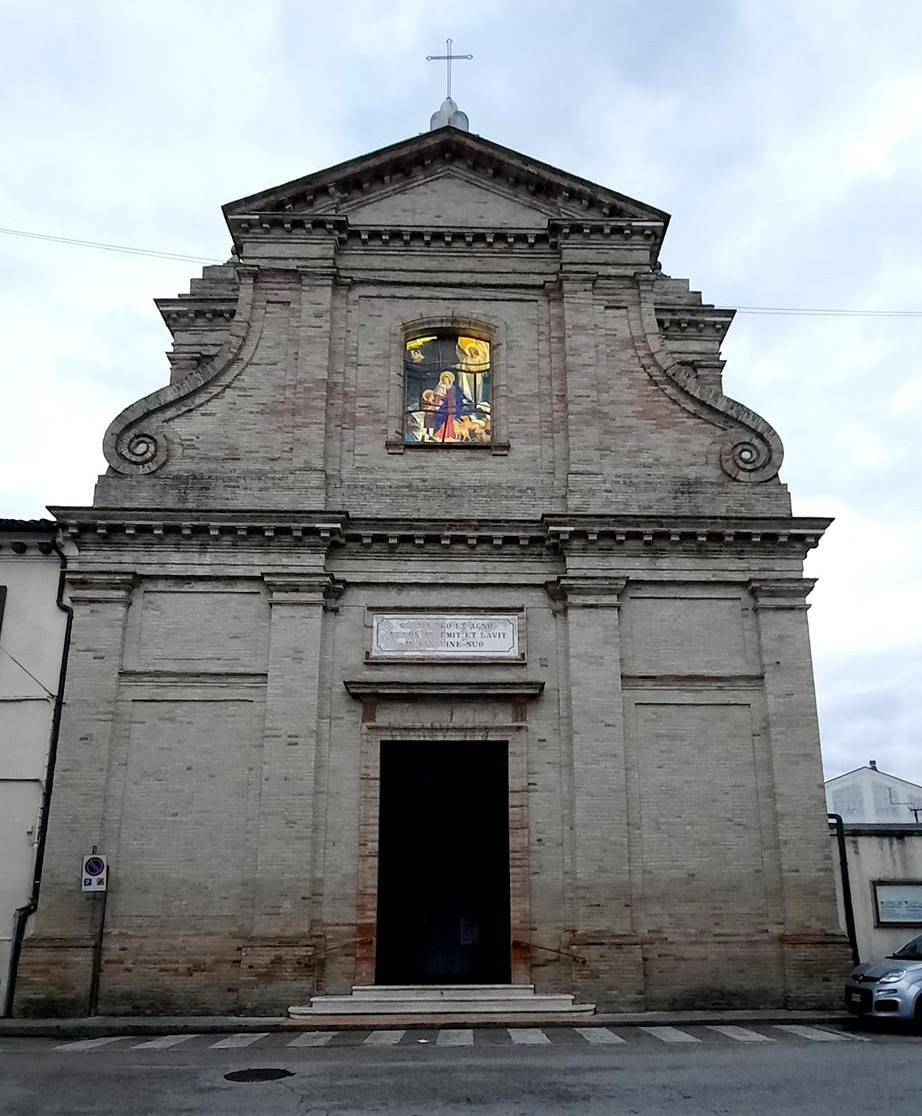
Chiesa Parrocchiale del Preziosissimo Sangue.

Porto Recanati è un comune italiano di 12 617 abitanti della provincia di Macerata nelle Marche. È il più settentrionale comune costiero della provincia. Nasce il 1º maggio 1893, quando in virtù del Regio Decreto del 15 gennaio 1893 firmato dal Re d'Italia Umberto I, le frazioni costiere del comune di Recanati si distaccano da Recanati.
La cittadina di Porto Recanati deve la sua origine a Potentia, città romana fondata fra nel 189 a.C. ad opera dei triumviri Marco Fulvio Flacco, Quinto Fulvio Nobiliore e Quinto Fabio Labeone.
Il primo distacco da Recanati avvenne in epoca medievale, più precisamente nel 1230, quando l'imperatore Federico II di Svevia ratificò il possesso delle terre che andavano dal Musone al Potenza, autorizzandovi la costruzione di un nuovo porto e delle strutture atte a difenderlo, tra le quali il Castello Svevo.

## Geografia fisica

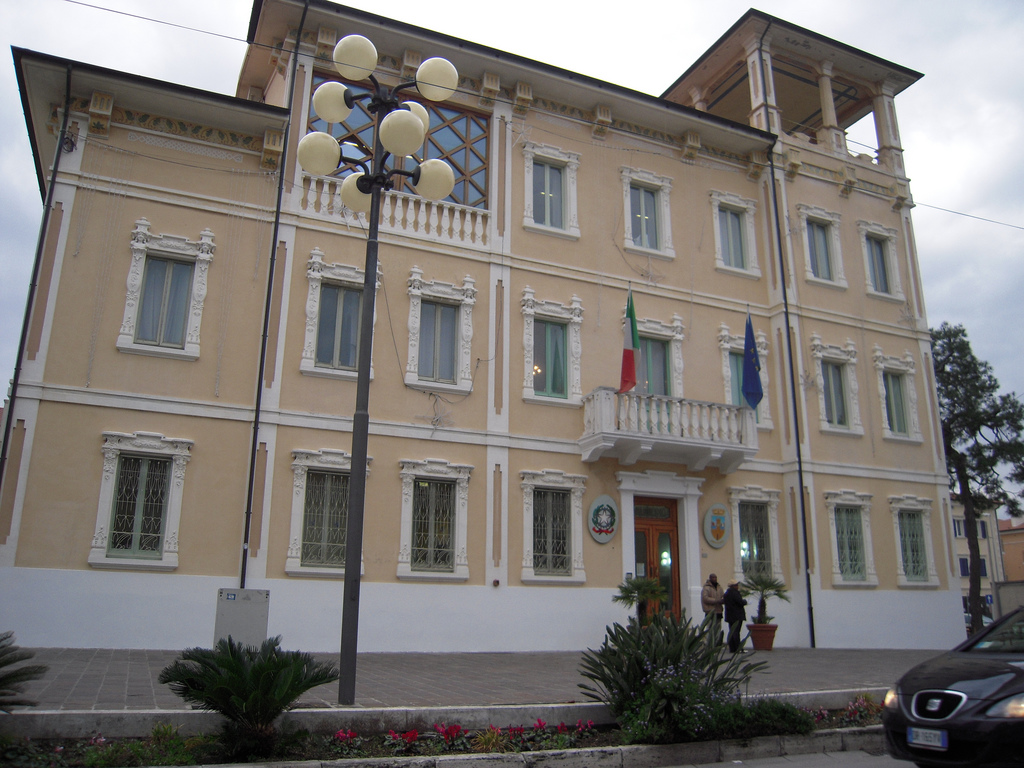
Palazzo Volpini, in stile liberty, sede del municipio di Porto Recanati

La zona è completamente pianeggiante, ed è situata in prossimità del monte Conero. Il litorale del comune, delimitato a nord dalla foce del Musone, si estende per circa due km verso sud oltre la foce del fiume Potenza. La costa di Porto Recanati ha una particolare conformazione: la fascia centrale è costituita da spiagge tendenzialmente sassose e da mare scosceso con alti fondali anche a pochi metri dalla spiaggia, a differenza delle limitrofe Porto Potenza Picena e Civitanova Marche.
Il fenomeno dell'erosione delle coste è ben presente, soprattutto durante le mareggiate dei mesi invernali, e persiste nonostante i numerosi tentativi di protezione della costa con scogliere, pennelli o ripascimenti. Tutto il tratto litoraneo e specialmente la sua porzione settentrionale ha subito, anche nel corso del 2013, 2014 e 2015, gravi danni alle strutture balneari fisse; l'erosione in molti casi ha addirittura minacciato le infrastrutture di collegamento. Recentemente sono stati avviati ulteriori interventi atti a contrastare questo fenomeno con la collaborazione della regione .

## Storia

### Storia antica
Il territorio sembra essere abitato fin dall'età del bronzo, come confermano recenti ritrovamenti sulla sommità della collina di Montarice, risalenti al periodo detto del Bronzo Medio Appenninico, databile fra il secolo XV e XIV a.C.. Negli stessi siti sono stati rinvenuti frammenti di ceramiche attiche del VI secolo a.C., che testimonierebbero i precoci scambi commerciali dell'area;; reperti della stessa datazione sono stati rinvenuti anche nella bassa valle del Potenza e negli strati più bassi di Potentia, sito che pertanto, prima della colonizzazione romana, potrebbe essere stato già abitato da popolazioni indigene migrate dell'abitato collinare protostorico, come già successo per le colonie di Ariminum e Pisaurum.

### L'Età romana:Potentia

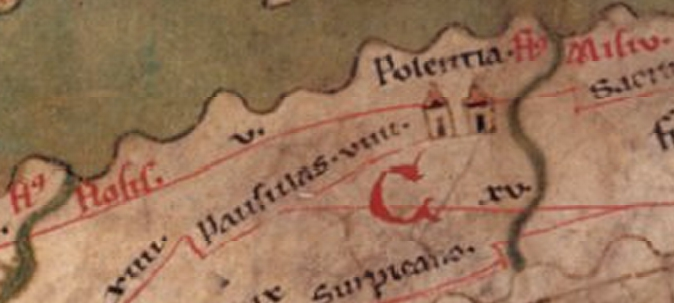
Potentia nella Tavola Peutingeriana, tra i fiumi Flosis (Potenza) e Misco (Musone), (collocati in ordine invertito nord-sud)

Assimilandosi con questi primi aggregati umani presso la costa, i Romani fondarono la città di Potentia, nell'ambito del processo di colonizzazione della costa adriatica. La presenza dell'insediamento, soprattutto nelle prime fasi, è documentata da Plinio il Vecchio, Tito Livio, Tolomeo, Pomponio Mela e Velleio Patercolo.
La sua fondazione è databile tra il 184 a.C. e il 189 a.C. ad opera dei triumviri Marco Fulvio Flacco, Quinto Fulvio Nobiliore e Quinto Fabio Labeone. Fu creata nell'ottica di assicurare terra ai veterani delle guerre puniche e per proteggere il litorale dall'assalto dei pirati illirici, presso un'area vantaggiosa, in cui la presenza del fiume Potenza e della sua foce (allora appena a sud della colonia) assicurava la facilità dei traffici e costituiva un naturale ostacolo contro i nemici In questa colonia o nella gemella Pisaurum si stabilì il poeta Ennio ed è documentata da ritrovamenti fittili la presenza di un'importante famiglia di banchieri, gli Oppii.
La colonia crebbe fra il I e il II secolo a.C., periodo in cui è documentata una notevole attività edilizia pubblica, finanziata da un ceto mercantile attivo e probabilmente florido; non a caso i manufatti rinvenuti nella zona testimoniano la presenza di una fiorente produzione locale di terrecotte la cui foggia testimonierebbe la presenza di contatti, probabilmente mercantili, con l'area dell'Etruria, del Lazio e del Sannio.
Dopo il 174 a.C. la rarefazione di testimonianze e documenti attesterebbe un momentaneo declino della colonia, forse legato alle guerre civili e al violento terremoto occorso nel 56 a.C., di cui parla Cicerone. In età augustea Potentia prosperò fino a raggiungere la sua massima estensione, contemporaneamente al fiorire della qualità dei manufatti, che mantenne, probabilmente grazie ai traffici, fino al II secolo.
Dopo un forte declino nel III secolo, culminante, secondo il Lilii, nella conquista e nella semidistruzione avvenuta nel 409 da parte di Alarico I, si risollevò nella seconda parte del secolo IV; di questi secoli è l'interramento del tempio, che testimonia la cristianizzazione della colonia. Potentia divenne infatti sede vescovile nel V secolo e il suo vescovo Faustino, degli anni 418-422, che fu legato pontificio in Africa per Papa Zosimo e partecipò al Concilio di Cartagine è il primo vescovo documentato delle Marche.

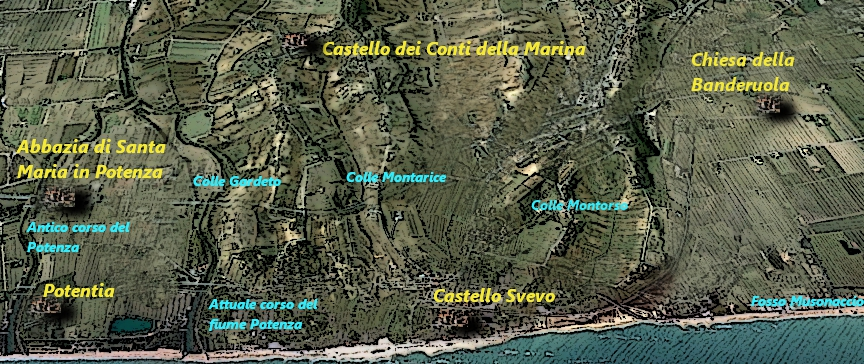
Ricostruzione topografica delle emergenze antiche del territorio portorecanatese

Nonostante la decadenza delle altre città romane della costa, anche durante la guerra greco-gotica Potentia mantenne un certo tenore di vita che durò almeno fino all'inizio del secolo VII, come testimoniano i ritrovamenti di fini manufatti africani risalenti a quei periodi, anche se la colonia non viene citata da Procopio di Cesarea nel Bellum Gothicum.
Dopo il 570, con l'avvento dei longobardi nelle Marche e l'istituzione in queste terre del Ducato di Spoleto, divenne terra di confine, segnando il fiume Musone la frontiera con la Pentapoli bizantina di Ancona, e il fiume Potenza il confine con la Diocesi di Fermo (580).

### Medioevo
Il secolo VIII in quest'area di frontiera vide il sovrapporsi di devastanti eventi bellici: la conquista longobarda della Pentapoli da parte di Liutprando nel 729, la donazione di Ancona e Numana al Papa Zaccaria nel 742, la riconquista longobarda ad opera di Astolfo (752) e la restituzione al Papa Stefano II nel 755 dopo l'intervento dei Franchi di Pipino il Breve, le nuove devastazioni operate da Desiderio nel 757 e la restituzione delle terre al papa Paolo I imposta da Carlo Magno nel 764 (mai ottemperata) fino all'annientamento del regno longobardo nel 774 da parte del re franco: si può intuire come tali eventi e tutte le spoliazioni di derrate e di uomini ad essa correlate costrinsero gli abitanti del territorio di Potentia a cercare progressivamente rifugio nelle alture ai lati del fiume Potenza (Flosis), in zona Montarice e nell'attuale contrada Torrette o Torretta, oppure risalendo la vallata verso le colline, secondo alcuni autori per fondare l'attuale Potenza Picena, lasciando alle inondazioni e all'impaludamento le terre non più regimentate, che divennero perciò insalubri e difficilmente percorribili. Di questa decadenza dell'abitato romano presso il mare sono testimoni l'assenza di reperti archeologici successivi all'inizio del VII secolo.
Il territorio a sud del Musone fra la fine del IX secolo e l'inizio del X secolo venne progressivamente assorbito dalla Marca Fermana, che in questo periodo comincia ad autonomizzarsi dal ducato di Spoleto. La nascita di piccoli centri collinari portò con il tempo allo sviluppo di vari castelli e castellari e all'istituzione dei relativi signori feudali; in particolare, l'attuale territorio comunale, comprese le acque antistanti, divenne feudo dei Conti della Marina, che avevano il loro castello sulla collina del Poggio o Podio di Montarice; i ruderi di questa rocca dovevano essere ancora presenti intorno ai primi anni del 1800, quando ne parlò l'abate Vogel (1756-1817).
Da quest'altura il castello dei Conti della Marina dominava un ampio territorio che verso sud arrivava fino alla vallata del Potenza ed in direzione nord-est fino alla collina di Montorso e al mare, dove era l'antico porto feudale, posto in quest'epoca tra l'attuale centro cittadino e il fosso Musonaccio.; queste terre già all'epoca erano abitate ed in un documento di vendita di terreni da parte di Gislerio dei Conti della Marina ai Cistercensi dell'Abbazia di Fiastra del 1179 viene già fatta menzione di un porto e di strade; primitivamente si popolò la zona nord, in quanto la zona paludosa verso il fiume Potenza ricomincerà ad essere abitata solo dopo le bonifiche operate più tardi dai Monaci dell'Abbazia di S. Maria in Potenza.
Quando i tre castelli che formarono il primitivo nucleo di Recanati si fusero ed, espandendosi, iniziarono a minacciare le colline presso il mare, Paolo e Roberto, Conti della Marina, rifiutarono l'assimilazione ed anzi intrapresero guerra contro Recanati, alleandosi con Osimo, città nemica di Recanati già dal 1174. Le sorti arrisero ai Recanatesi, che con la pace firmata nel 1199, annessero di fatto il territorio dei Conti delle Marina aprendosi così lo sbocco al mare.
Del 1229 è il documento con il quale l'imperatore Federico II di Svevia ratifica il possesso, da parte di Recanati, delle terre che andavano dal Musone al Potenza, autorizzandovi la costruzione di un nuovo porto e delle strutture atte a difenderlo. La concessione federiciana venne confermata nel 1240 da papa Gregorio IX e, nel 1243, sotto il pontificato di Innocenzo IV divenne porto franco.
L'edificazione del mastio quadrangolare del Castello del porto (Castrum Maris), venne iniziata intorno al 1225; contemporanea o di poco successiva dovette essere la costruzione di un nuovo porto, per il quale il mastio avrebbe svolto funzione difensive e di faro; il completamento della costruzione di un vero porto presso la torre, che viene denominato ex novo è attestata tra il 1335 e il 1340. Prima dunque fu innalzata questa Torre, che precedette la costruzione delle vere mura castellane e attorno a questa si sviluppò, nel XIII secolo, il primo nucleo abitativo; Recanati ne favorì l'aumento demografico, concedendo case in affitto a chi avrebbe fissato colà la residenza.
Nonostante tale politica, per tutto il XIV secolo, che vide Recanati sconvolta dalla guerra tra guelfi e ghibellini, scomunicata ed incendiata, solo il perimetro del castello fu abitato; del 1369 è infatti il primo documento attestante, oltre alla torre, la presenza delle mura castellane: Papa Urbano V, in una bolla con la quale concedeva a Recanati l'usufrutto di metà delle gabelle qui riscosse, lo chiama infatti Castrum Portus.

Anche il '400 vide il porto e il castello occupati, nell'ottobre 1409 dal condottiero Lodovico Migliorati, al soldo dell'antipapa Giovanni XXIII; venne poi riconquistato, il 5 febbraio 1413, da Andrea Malatesta, campione del papa Gregorio XII.
Vent'anni dopo occupò il castello Francesco Sforza, chiamato dai Recanatesi per affrancarsi dal dominio dell'inviso cardinale Giovanni Maria Vitelleschi. Vi instaurò però una sorta di tirannia, da cui venne liberato il 29 agosto 1444, nuovamente rioccupato l'8 ottobre da Alessandro Sforza, fratello di Francesco, e definitivamente svincolato nel corso dello stesso anno.
Il castello viene completato durante il XV secolo, per il porto ci sarà da attendere.

### Età Moderna
La principale attività dell'epoca era il carico e scarico delle imbarcazioni direttamente al castello (chi trasgrediva era soggetto a multe salatissime), ma del porto ancora nulla. Agli inizi del XVI secolo vennero presentati dei progetti per la costruzione del porto (Porto Giulio) per mano del Maestro Giorgio Spaventa, ingegnere veneto. Nel 1510 papa Giulio II decise di finanziare l'opera. Ci è noto che i lavori furono più volte interrotti.
Nel 1518 il territorio fu invaso dai corsari barbareschi, che riuscirono a penetrare nel castello, costringendo gli abitanti ad aumentare le difese e costruire una nuova torre (1575) per delimitare il confine sud portorecanatese. La torre fu distrutta nel corso della seconda guerra mondiale.
Con R.d. del 15 gennaio 1893 Porto Recanati ottenne l'autonomia comunale da Recanati. 
Il 24 maggio 1915, giorno in cui l'Italia dichiarò guerra all'Austria-Ungheria, anche Porto Recanati fu uno degli obbiettivi del bombardamento della marina imperiale. Uno dei colpi, diretto al ponte della ferrovia sul fiume Potenza, centrò il vicino casello ferroviario uccidendo sei persone all'interno.

### Simboli
Lo stemma e il gonfalone della Città di Porto Recanati sono stati concessi con D.P.R. del 10 febbraio 2015.
Nello scudo, sormontato da corona turrita, è raffigurato il Castello Svevo, con leone rampante sulla torre e barche con vela latina sull'orizzonte dello sfondo marino.
Il gonfalone è un drappo di bianco con la bordatura di azzurro.

### Onorificenze
Il 24 aprile 2013 con decreto del presidente della repubblica a Porto Recanati viene riconosciuto il titolo di Città.

## Monumenti e luoghi d'interesse

### Architetture religiose

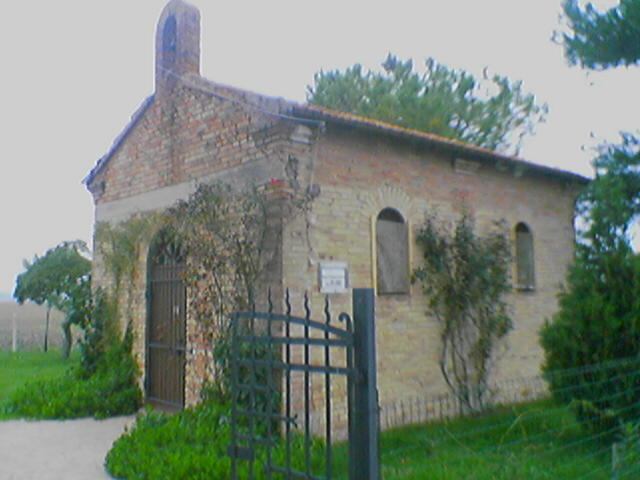
Chiesetta della Banderuola

- Abbazia di Santa Maria in Potenza ("L'Abbadia", in dialetto portorecanatese) venne fondata dai Monaci Crociferi tra il 1160 e il 1202 presso importanti direttrici viarie dell'epoca e nacque come ospedale (hospitalis pontis Potentiae[54]) per l'accoglienza e l'assistenza dei mercanti e dei pellegrini in cammino verso la Puglia e la Terra santa e per quelli diretti al Santuario di Loreto. La sua importanza viene sancita da papa Onorio III nel 1226, quando si novera la gran moltitudine di pellegrini e malati d'ogni estrazione sociale che giungevano all'ospedale.[55]. Contemporaneamente i monaci si dedicarono alla bonifica della zona e alla costruzione di mulini, strade e ponti, dietro concessione di Federico II nel 1226. L'Abbazia accolse, il 14 luglio 1184, il papa Lucio III in viaggio verso Verona[56]. L'edificio, poi trasformato in abitazione privata, conserva della primitiva costruzione romanica l'abside, con una loggetta a colonnine e la cripta, che accoglie un trittico ed un dipinto del pittore Cesare Peruzzi. È visitabile su prenotazione. Attualmente nell'Abbazia è possibile celebrare matrimoni previo consenso della proprietà.
- Chiesa di San Giovanni Battista Il Campanile della chiesa di San Giovanni Battista

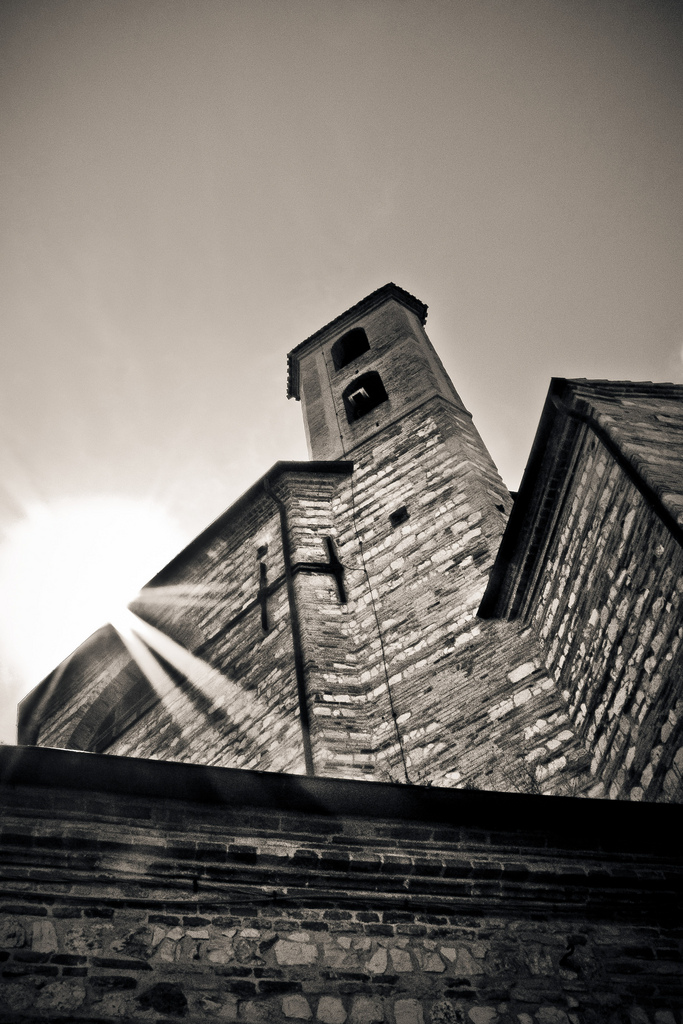
Il Campanile della chiesa di San Giovanni Battista

- Chiesetta della Banderuola: fondata all'incirca nel XIV secolo nel luogo in cui gli angeli sostarono per otto mesi con la Santa Casa.
- Chiesetta del Suffragio: venne fondata probabilmente nei primi anni del Settecento, come testimonierebbe il ritrovamento di alcuni mattoni stampati nelle tombe presenti all'interno della chiesa[57].Particolare del portale di Cecco Bonanotte

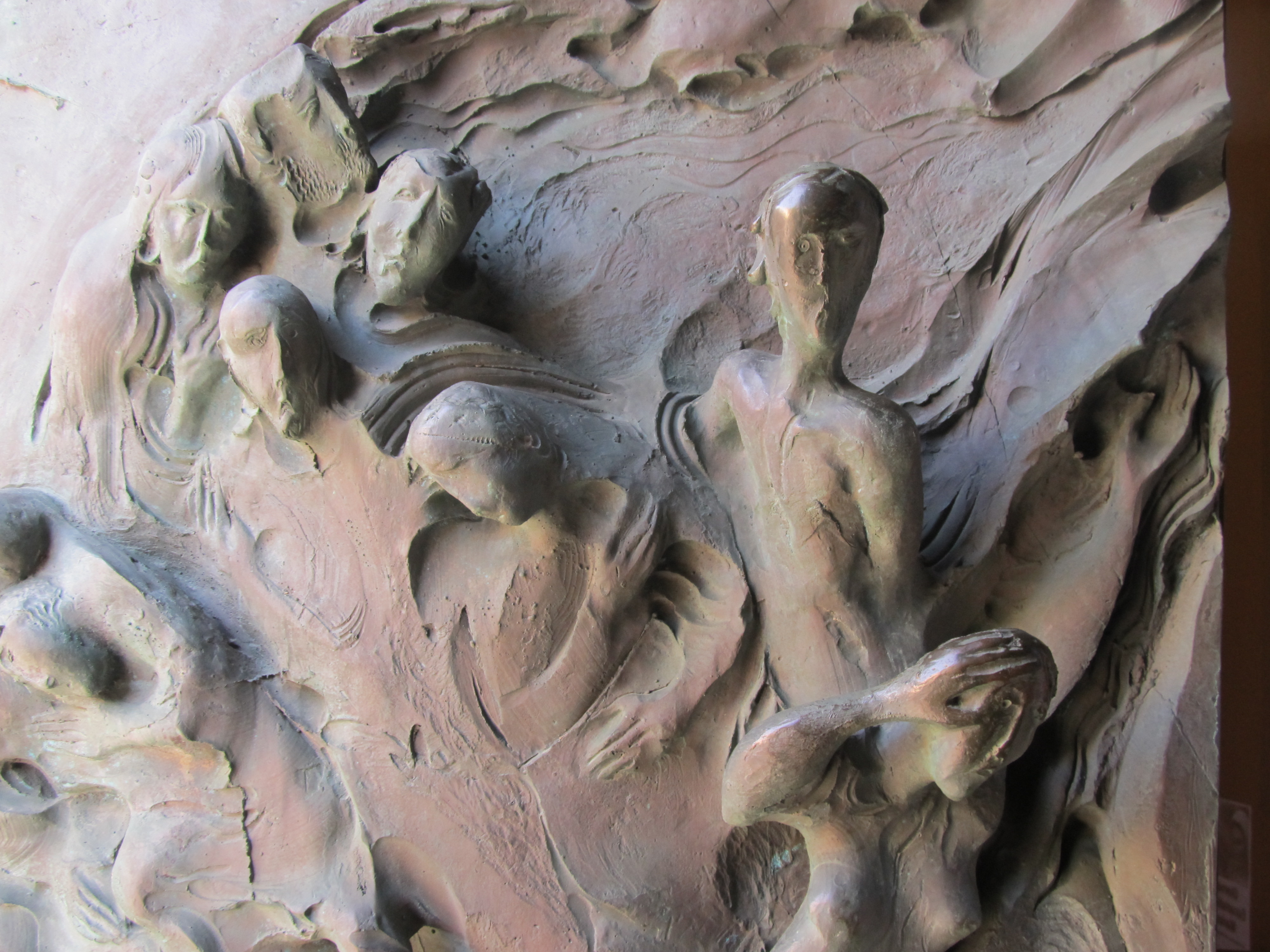
Particolare del portale di Cecco Bonanotte

Sede dell'omonima confraternita, custodisce una grande tela attribuita al Maratta (1625-1713) che raffigura la Madonna tra i santi Francesco da Paola e Andrea (patrono dei pescatori), che tiene in mano un cefalo (mugella, in portorecanatese, da cui il nome dialettale del santo "Sant'Andre' de la mugella"), pesce che è solitamente presente nella rete della sciabica. Di qui la devozione dei pescatori versati in questo tipo di pesca (sciabbegotti) di affidarsi al Santo e la contemporanea tradizione delle mogli dei pescatori di ritrovarsi qui quotidianamente per impetrare la salute dei mariti. Il portale bronzeo del 1997, che raffigura le anime del purgatorio che tendono a Cristo, è opera dello scultore Cecco Bonanotte.

### Architetture civili

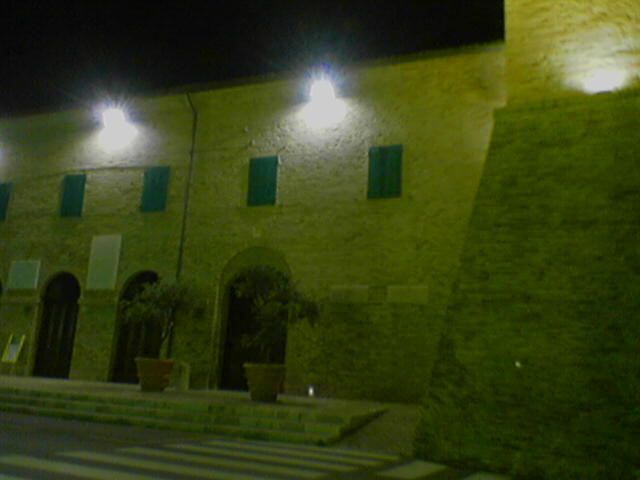
Vista Notturna del Castello Svevo

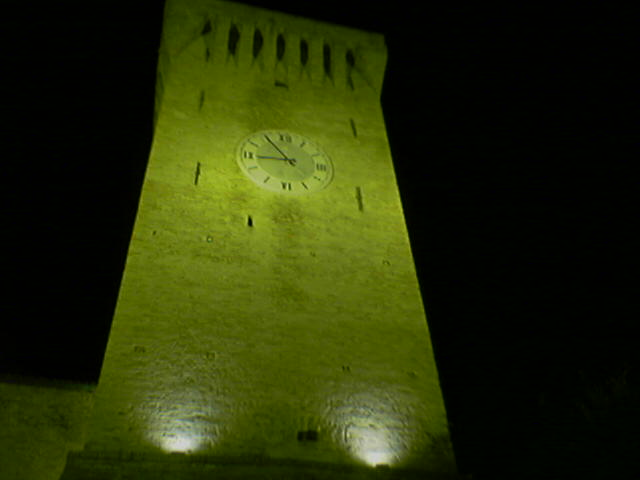
Vista Notturna del Torrione

- Castello Svevo
- Capannone Nervi[60][61] Dello stabilimento Montecatini di Portorecanati rimane solamente il cosiddetto Capannone Nervi. In attesa di bonifica e recupero.
- Villa Gigli (al confine coi comuni di Loreto e Recanati)

### Siti archeologici
- Area archeologica di Potentia

## Società
Porto Recanati è un comune in espansione: la popolazione aumenta di anno in anno grazie all'immigrazione di cittadini provenienti da zone eterogenee.
Emblema del multiculturalismo a Porto Recanati è l'Hotel House, imponente condominio progettato negli anni '60, che ospita oltre 2.000 persone di diverse etnie, più volte al centro di episodi di cronaca.

### Evoluzione demografica
Abitanti censiti

### Etnie e minoranze straniere
Secondo i dati ISTAT, al 31 dicembre 2016 la popolazione straniera contava 2 647 persone. Risulta essere, in percentuale rispetto alla popolazione totale, il terzo comune italiano per presenza di stranieri. Le nazionalità maggiormente rappresentate erano:
1. Pakistan, 421
2. Senegal, 407
3. Bangladesh, 269
4. Romania, 217
5. Albania, 212
6. Tunisia, 230
7. Repubblica di Macedonia, 200
8. Marocco, 150
9. Nigeria, 93
10. Ucraina, 52
11. Argentina, 12

### Tradizioni e folclore
La seconda domenica di luglio si svolge la Festa del mare; le imbarcazioni della marineria portorecanatese sfilano in processione solenne. Guida il corteo l'imbarcazione che viene designata ad ospitare il quadro della Madonna del soccorso, raffigurante Maria con il Bambino in braccio. Questa tela, secondo la tradizione, venne ritrovata in una cassa all'interno della rete di un peschereccio miracolosamente salvatosi da un naufragio, ed è pertanto particolarmente cara ai pescatori.
La sera del Venerdì Santo ha luogo la "Bara de Notte", tradizionale processione con l'imponente baldacchino del Cristo Morto che si svolge ininterrottamente dal 1713, quando per la sua organizzazione venne promossa la nascita di una apposita confraternita.
Ogni terzo sabato di Agosto viene organizzata una rievocazione storica, in onore del Santo Patrono della città San Giovanni Battista, di origine pescatoria dove si sfidano i 7 quartieri cittadini: Europa, Montarice, Santa Maria in Potenza, Sammari, Centru, Scossicci del Sole e Castennôu. La Rievocazione consiste in una corsa a staffetta a coppia dove viene portata un’asta che sorregge 2 coffe di pesce (Sciughero, tipo di pesce presente nella coffa in dialetto Portorecanatese) da 15 Kg ognuna in un determinato percorso Cittadino scelto appositamente per l’evento. La vittoria verrà assegnata al quartiere che perde meno pesce e impiega meno tempo possibile a completare il percorso cittadino. Castennôu e Montarice i quartieri che vantano più vittorie di tutti.

### Lingue e dialetti
Il dialetto portorecanatese (dialetto purtannaru) fa parte del gruppo dialettale marchigiano centrale, che a sua volta entra nel novero dei dialetti italiani mediani, al di sotto della linea Rimini-La Spezia.
La dott.ssa Tania Paciaroni, del centro di dialettologia dell'università di Zurigo, afferma che il dialetto portorecanatese ha le sue radici nel latino parlato dai legionari romani che giunsero a Potentia a partire dal trecento a.C.; molte caratteristiche fonetiche lo rendono addirittura più simile al latino che al dialetto toscano. Lo dimostra, fra l'altro, la costanza della lettera “u” nella finale di un gran numero di parole (le stesse “u” del latino, “nigrum” che diventa “neru”, “russum” che diventa “rosciu”, “vetulum” che diventa “'ecchiu” - per contemporanea caduta della V iniziale, vedi sotto-, eccetera). Questa “u” viene estesa anche alle parole che in latino terminavano in -o: dico > digu, quando > quannu, subito > sùbetu, eccetera.
Più propriamente costituirebbe una parlata di transizione tra quella anconetana e quella maceratese, in una sub-area del gruppo anconitano detta osimano-lauretana, che comprende parlate già differenti dall'anconitano vero e proprio per l'influsso del maceratese. In quest'ultima area è chiaramente più ascrivibile il dialetto della non lontana Recanati, sebbene anch'esso presenti ancora caratteristiche anconetane, come i pronomi di terza persona plurale lia e lu'. Fra gli elementi settentrionali che arrivano, tramite Ancona, nel dialetto di Porto Recanati va ricordata l'inesistenza dell'articolo forte lo, rimpiazzato sempre da el: e' stòmmegu "lo stomaco". Nei comuni limitrofi a sud e a ovest, invece, la forma forte è l'unica possibile (lo a Potenza Picena e Civitanova Marche, lu a Macerata, 'u a Recanati e Cingoli). È ravvisabile anche la pronuncia aperta di "e" nei suffissi in -mènte e -mènto, e nei dittonghi in -iè-, che sussiste anche a Numana, Loreto, Castelfidardo, Osimo, Recanati e Jesi, ma non a Macerata. Fra gli elementi di tipo maceratese (o, più generalmente, centro-meridionali) va annoverata la sonorizzazione del nesso -nk-, che è tipica anche di Jesi e Filottrano: fiangu, biangu, tranguillu, eccetera.
Costante è l'eliminazione della consonante v iniziale o intervocalica (voce='oce, vela= 'ela, cavallo=càallu), variazioni per niente comuni nel circondario, ben presenti invece nel toscano settentrionale e nel veneto; la r doppia diventa singola (carro=caru, corrente=curente). Il suono gl si trasforma in ij (scoglio=scoiju, biglietto=bijettu); le parole che terminano in -co vengono trasformate in -gu (pratico=pràttegu, elastico='astigu).

## Cultura

### Musei
- Pinacoteca comunale Attilio Moroni
- Mostra archeologica permanente “Storia di un paesaggio rivelato”

### Cucina
Il piatto tipico e più rappresentativo della cittadina è il Brodetto di Porto Recanati; è peculiare della cittadina anche la coda di rospo cucinata in potacchio.
Nel periodo autunnale viene preparato il caratteristico Pa' nuciatu (Pane Nociato): speziato e prodotto con pecorino, parmigiano, pepe, noci e uvetta passita.
Altri dolci caratteristici sono le beccute, una volta il dolce dei poveri, preparati con gli avanzi della polenta, reimpastati con un po' d'acqua, dei fichi secchi e quando c'erano, noci o mandorle: attualmente la preparazione è più ricca, spesso a base di farina bianca; le fave dei morti, amaretti preparati durante i primi giorni di novembre e i sciughetti (in dialetto portorecanatese), tipici di tutto il maceratese, fatti con farina di granoturco bollita nel mosto con aggiunta di noci tritate e semi di zucca.

## Economia
Nonostante il passare degli anni Porto Recanati non ha mai perso la sua tradizione, che risale ai tempi della fondazione: la pesca. La barca tipica da pesca a Porto Recanati è sempre stata la "Lancetta", non essendo utilizzabili imbarcazioni più grandi per l'assenza di un porto attrezzato.

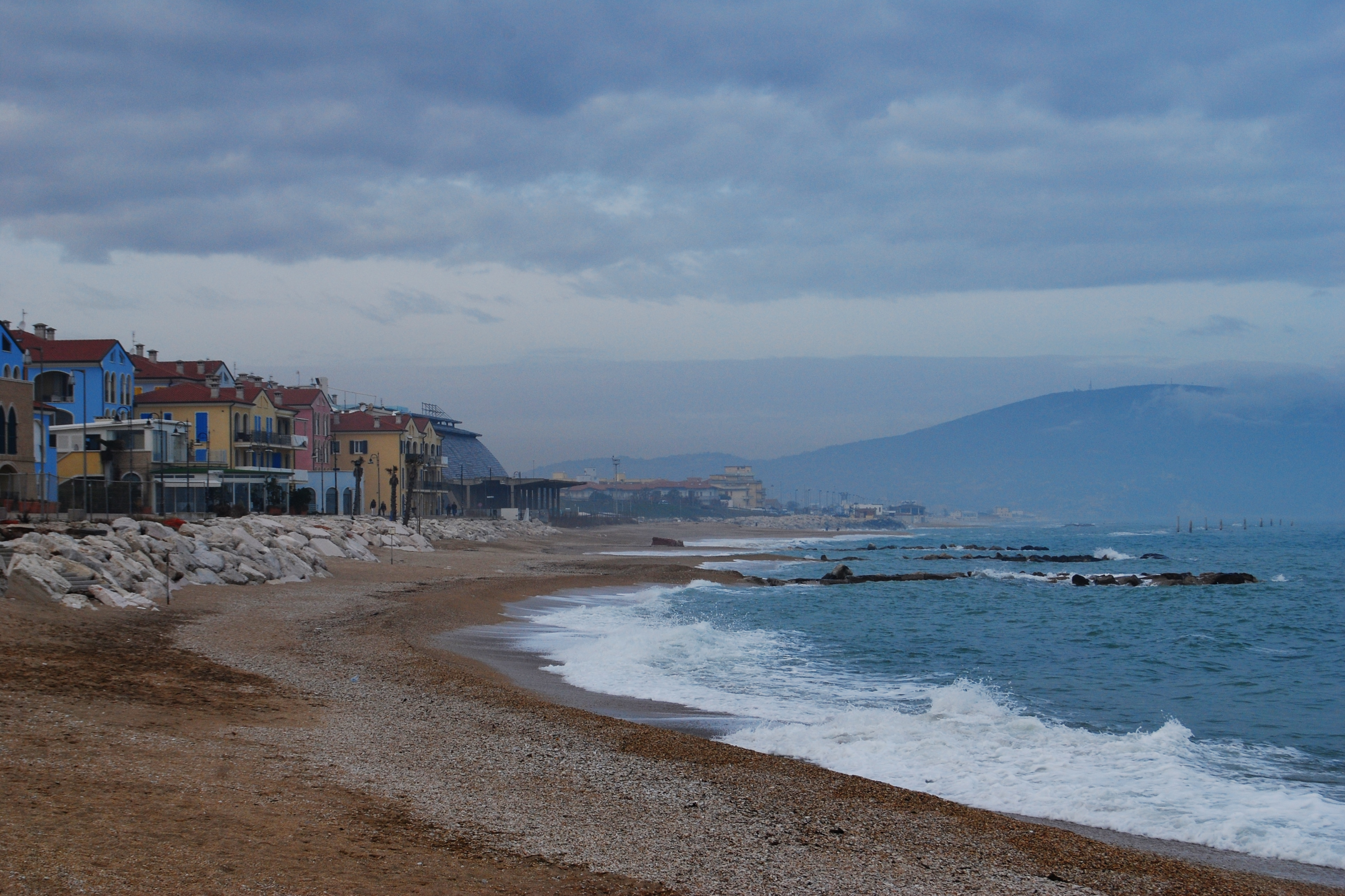
La spiaggia

Al giorno d'oggi questo centro di piccole dimensioni ha come fonte di ricchezza principale il turismo. Molte amministrazioni del vicino passato e attuali hanno investito e stanno investendo molto per opere pubbliche atte ad attirare il turismo e per un'intensa attività edilizia per fare di Porto Recanati una meta turistica a livello internazionale. Questo paese, ormai da diversi anni ripetutamente insignito della prestigiosa "Bandiera Blu d'Europa", riconquistata anche per l'anno 2022, attira ogni anno decine di migliaia di turisti.
Ciò ha comportato grandi cambiamenti in tutti i campi: i centri di balneazione si sono attrezzati con ristoranti in riva al mare e sono fioriti decine di negozi di abbigliamento, centri ristorazione e una lunghissima zona pedonale, segni di una realtà in continua evoluzione.
Attualmente il gemellaggio con la città tedesca di Kronberg im Taunus porta centinaia di turisti tedeschi.
Data la sua posizione favorevole sulla costa, al riparo dai venti freddi grazie al promontorio del Monte Conero e grazie alla bellezza del suo litorale, lungo ben nove chilometri, Porto Recanati viene chiamata il "Salotto sul Mare della Riviera".
Inoltre sul territorio comunale ha sede la Digitax Automotive Electronics, una fra le più importanti aziende a livello mondiale nel settore dell'automotive computing.

## Amministrazione

Il gonfalone comunale

| Periodo        | Periodo        | Primo cittadino       | Partito                            | Carica                    | Note   |
| -------------- | -------------- | --------------------- | ---------------------------------- | ------------------------- | ------ |
| 23 giugno 1989 | 15 giugno 1990 | Romano Vecchi         | Democrazia Cristiana               | Sindaco                   | [ 84 ] |
| 15 giugno 1990 | 23 aprile 1995 | Giuseppe Giampaoli    | Sinistra                           | Sindaco                   | [ 84 ] |
| 24 aprile 1995 | 13 giugno 1999 | Giuseppe Giampaoli    | Centro-sinistra                    | Sindaco                   | [ 84 ] |
| 14 giugno 1999 | 13 giugno 2004 | Glauco Fabbracci      | Centro-destra                      | Sindaco                   | [ 84 ] |
| 14 giugno 2004 | 7 giugno 2009  | Glauco Fabbracci      | Centro-destra                      | Sindaco                   | [ 84 ] |
| 8 giugno 2009  | 25 maggio 2014 | Rosalba Ubaldi        | Nuovi orizzonti per Porto Recanati | Sindaco                   | [ 84 ] |
| 26 maggio 2014 | 19 maggio 2015 | Sabrina Montali       | Noi per Porto Recanati             | Sindaco                   | [ 84 ] |
| 20 maggio 2015 | 5 giugno 2016  | Mauro Passerotti      |                                    | Commissario straordinario | [ 84 ] |
| 6 giugno 2016  | 3 ottobre 2021 | Roberto Mozzicafreddo | Insieme alla gente (Centro-destra) | Sindaco                   | [ 84 ] |
| 4 ottobre 2021 | in carica      | Andrea Michelini      | Progetto comune                    | Sindaco                   | [ 84 ] |

### Gemellaggi
- Kronberg im Taunus
- Mar del Plata

## Sport
Il 21 ottobre 1933, il tenente colonnello Pietro Scapinelli, nei cieli di Porto Recanati, con un Macchi-Castoldi M.C.72, conquistò per l'Italia la prestigiosa Coppa Blériot.
Il 20 maggio 2010 vi si è conclusa la 12ª tappa del Giro d'Italia con la vittoria di Filippo Pozzato.
La principale società calcistica del paese è la SSC Portorecanati; l'altra formazione locale è il Real Porto. Entrambe le società giocano allo Stadio Comunale Vincenzo Monaldi. Anche nel calcio a 7, la città ha due squadre: l’Atletico Porto Recanati e il Porto United F.C.: quest’ultima tiene fede agli antichi colori sociali della S.S. Portorecanati, l’Arancione e il Blu.
La principale compagine cestistica è l'Attila Basket Porto Recanati, militante in Serie B Interregionale.
La Volley 2000 è la principale squadra di pallavolo femminile, che nella sua storia ha più volte preso parte al campionato di Serie B2.
La Polisportiva Quadrifoglio è la società sportiva locale di tennis tavolo, riconosciuta per la presenza negli anni passati in serie C e dalla forte attività.